# Вінні (Техас)
Вінні (англ. Winnie) — переписна місцевість (CDP) в США, в окрузі Чемберс штату Техас. Населення — 3162 особи (2020).

## Географія
Вінні розташоване за координатами 29°49′0″ пн. ш. 94°22′50″ зх. д. / 29.81667° пн. ш. 94.38056° зх. д. (29.816719, -94.380674).  За даними Бюро перепису населення США в 2010 році переписна місцевість мала площу 10,25 км², уся площа — суходіл.

## Демографія
Згідно з переписом 2010 року, у переписній місцевості мешкали 3254 особи в 1155 домогосподарствах у складі 817 родин. Густота населення становила 318 осіб/км².  Було 1261 помешкання (123/км²).
Расовий склад населення:
| - 81,3 % — білих - 3,3 % — чорних або афроамериканців - 0,8 % — корінних американців - 0,4 % — азіатів - 0,2 % — вихідців з тихоокеанських островів - 11,6 % — осіб інших рас |

До двох чи більше рас належало 2,3 %. Частка іспаномовних становила 23,0 % від усіх жителів.
За віковим діапазоном населення розподілялося таким чином: 26,9 % — особи молодші 18 років, 57,3 % — особи у віці 18—64 років, 15,8 % — особи у віці 65 років та старші. Медіана віку мешканця становила 36,2 року. На 100 осіб жіночої статі у переписній місцевості припадало 92,5 чоловіків;  на 100 жінок у віці від 18 років та старших — 90,0 чоловіків також старших 18 років.
Середній дохід на одне домашнє господарство  становив 56 651 долар США (медіана — 43 601), а середній дохід на одну сім'ю — 72 984 долари (медіана — 70 250). Медіана доходів становила 51 816 доларів для чоловіків та 23 511 долар для жінок. За межею бідності перебувало 13,7 % осіб, у тому числі 2,4 % дітей у віці до 18 років та 26,6 % осіб у віці 65 років та старших.
Цивільне працевлаштоване населення становило 1387 осіб. Основні галузі зайнятості: мистецтво, розваги та відпочинок — 15,3 %, освіта, охорона здоров'я та соціальна допомога — 14,3 %, будівництво — 13,0 %, науковці, спеціалісти, менеджери — 11,9 %.